# Tratado germano-español (1899)
El Tratado germano-español de 1899 fue el acuerdo por el que España vendió sus últimas posesiones en Oceanía al Imperio alemán.

## Antecedentes

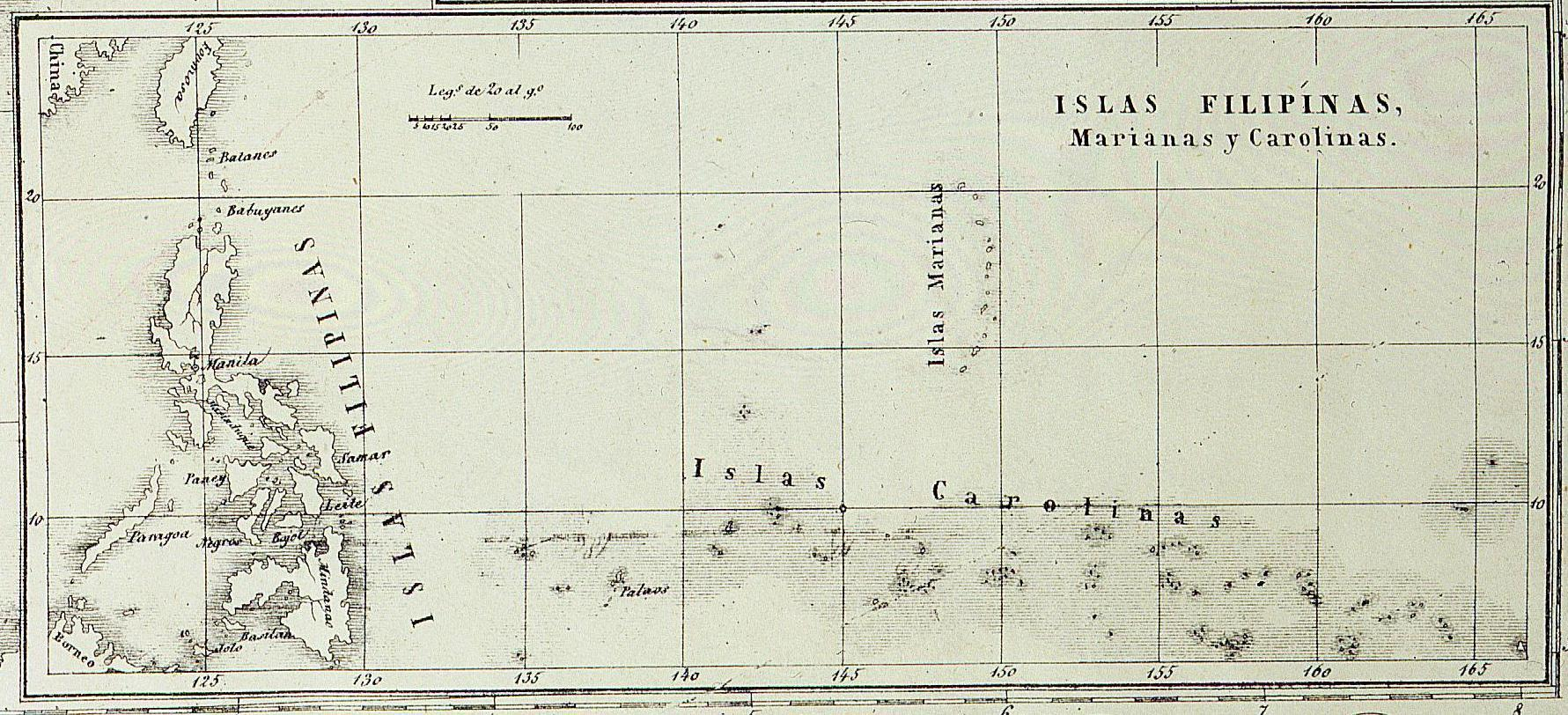
Mapa de España de Bachiller con todas sus posesiones de ultramar e islas adyacentes, 1858, fragmento. En el mapa las Filipinas, las anchas Carolinas y en vertical las Marianas.

Las islas Carolinas fueron tomadas el 22 de agosto de 1526 por el explorador español Toribio Alonso de Salazar, avistando la isla de San Bartolomé o Taongui. El 1 de enero de 1528, el descubridor Álvaro de Saavedra Cerón tomó posesión en nombre del rey de España de las islas de Uluti, siendo visitado el archipiélago en 1542 (islas Matelotes), 1543, 1545 y por Legazpi en 1565.
El interés de Alemania por las 

islas españolas del Pacífico databa de lejos. En plena expansión y auge, pero frustrada porque su emergente poder económico no se colmaba con territorios coloniales, Alemania envió en 1885 a la isla de Yap el cañonero Iltis para tomar posesión de las islas Carolinas. El conflicto germano-español finalizó con el laudo arbitral de León XIII, que fue favorable a los intereses españoles, reconociendo la soberanía española de estas islas.
Tras la guerra hispano-estadounidense, Estados Unidos tomó de España cumpliendo el Tratado de París las Filipinas y Guam. Puesto que el centro administrativo de estos territorios se hallaba en Manila, que pasaba al gobierno estadounidense, los archipiélagos de Oceanía se volvían indefendibles e ingobernables. España había perdido dos escuadras enteras, incluida la del Pacífico, en la batalla de Cavite en 1898, por lo que ante la clara imposibilidad de defenderlas, no tuvo más remedio que venderlas a un país que se hiciera cargo de ellas, y en este sentido Alemania presionó bastante al gobierno español para facilitar su venta.

## Tratado

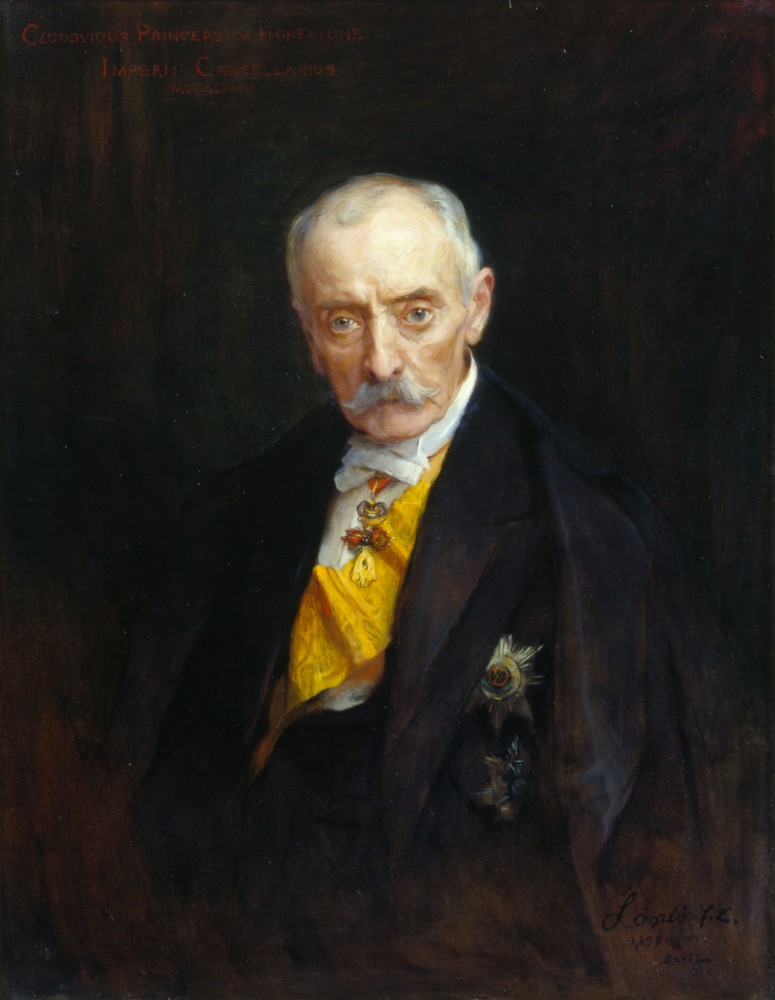
Clodoveo de Hohenlohe-Schillingsfürst, canciller imperial, firmó el tratado por parte de Alemania.

Francisco Silvela, presidente del Consejo de Ministros, firmó el tratado por parte de España.

El embajador alemán en Londres, Paul von Hatzfeldt, fracasó el 17 de junio de 1898 con su propuesta de ocupar las islas Carolinas a cambio del bloqueo estadounidense de Manila y de utilizarlas como moneda de cambio. En cambio, por iniciativa del Ministerio Federal de Relaciones Exteriores, Alemania hizo un acercamiento diplomático con los Estados Unidos. El 9 de julio de 1898, el subsecretario Oswald von Richthofen se reunió con el embajador estadounidense en Berlín, Andrew Dickson White. Richthofen compartió el deseo de los alemanes de anexionarse  Samoa y las islas Carolinas, así como bases en Filipinas. Estados Unidos señaló concesiones. Se encargó entonces al embajador alemán en España, Joseph Maria von Radowitz, que preguntara al ministro español de Asuntos Exteriores sobre la cesión de las islas Carolinas de Kusaie, Ponape y Yap (Jap). El 10 de septiembre de 1898, Alemania y España firmaron un tratado secreto en el que España se comprometía a vender las islas a Alemania tras un acuerdo de paz con Estados Unidos. El Kaiser alemán estaba encantado.
Después de que Filipinas y Guam se convirtieran en colonias estadounidenses en virtud del Tratado de París en 1898, las islas Carolinas, al igual que las restantes islas Marianas, perdieron valor para España. Nada parecía interponerse en el camino de la compra por parte de Alemania. Primero, sin embargo, el gobierno alemán tuvo que llegar a un acuerdo con los EE. UU., que quería construir una estación de cable en su propio territorio entre Manila y San Francisco. Finalmente se acordó que a los estadounidenses se les permitiría tener la isla Wake, que, según los alemanes, estaba en la esfera de interés del II Reich. Mientras tanto, España también hizo una oferta al rey de Bélgica, Leopoldo II, según la cual las islas españolas del Mar del Sur solo serían arrendadas a una empresa comercial belga, pero permanecerían formalmente con España. Sin embargo, Leopoldo II retiró su oferta al poco tiempo debido a la enorme presión alemana.
El 12 de febrero de 1899, el Reich alemán y España llegaron a un acuerdo sobre la entrega de las Islas Carolinas, las Islas Marianas del Norte y Palaos a cambio de una indemnización de 25 millones de pesetas, el equivalente entonces a 16.598.373,14 marcos. Debido al interés simultáneo del Imperio Japonés, la parte alemana no había negociado más a la baja el precio, incluso si a veces lo consideraban demasiado alto.
Ahora los parlamentos respectivos aún tenían que acordar el contrato, lo que sucedió en el parlamento español el 19 de junio de 1899 y en el Reichstag alemán el 21 de junio de 1899. El Partido Popular Liberal Alemán y el SPD se negaron a votar, pero estaban en minoría. El 30 de junio de 1899 se concluyó el correspondiente tratado estatal germano-español. El tratado fue firmado por el canciller alemán Chlodwig zu Hohenlohe-Schillingsfürst y el primer ministro español Francisco Silvela.
La venta representó el abandono definitivo de las Indias Orientales españolas, ya que las islas estaban destinadas a servir al Imperio alemán como punto de partida para futuras adquisiciones y expansiones coloniales.
El tratado fue ratificado posteriormente por la reina regente María Cristina. De hecho, debido a que Alfonso XIII era aún menor de edad, fue la persona que autorizó definitivamente la venta de estos archipiélagos a Alemania.
La Gaceta de Madrid publicó el 29 de junio de 1899 e hizo válido el texto del tratado, ya ratificado anteriormente por Francisco Silvela, presidente del Gobierno en aquella época. El texto tenía cuatro artículos, siendo el más importante el último, en el que se estipulaba el precio que Alemania pagaba por lograr las posesiones de los archipiélagos. Otros artículos obligaban a Alemania a dar un trato equitativo a los colonos españoles y también el derecho temporal a que se instalaran depósitos de carbón para la Armada Española.
Concretamente, las disposiciones que formaban parte del único artículo eran las siguientes:
- Disposición 1: El Imperio alemán reconocerá en dichas islas a las órdenes religiosas españolas los mismos derechos y las mismas libertades que reconozca a las misiones de las órdenes religiosas alemanas.
- Disposición 2: El Imperio alemán dará al comercio y a los establecimientos agrícolas españoles el mismo trato y las mismas facilidades que dé en los referidos archipiélagos a los establecimientos agrícolas y al comercio de súbditos alemanes.
- Disposición 3: España podrá establecer y conservar, aun en tiempos de guerra, un depósito de carbón para la Marina de guerra y mercantes en el archipiélago de las Carolinas, otro en el archipiélago de las Palaos y otro en el archipiélago de las Marianas.
- Disposición 4: El Imperio alemán indemnizará la cesión de los territorios supradichos mediante la suma de 25 millones de pesetas, que serán abonados a España.

## Consecuencias

### Alemania
Por parte alemana, la compra de los grupos insulares incluidos en el contrato fue controvertida. El secretario de Estado Bernhard von Bülow justificó las nuevas adquisiciones ante los críticos de los círculos liberales de izquierda. Desde su punto de vista, las islas eran demasiado caras y económicamente inviables. Bülow, por otro lado, se refirió a la unidad geográfica de la región ampliada de los Mares del Sur de Alemania. Además, las islas son particularmente adecuadas para la agricultura y la silvicultura: son ricas en agua, tienen grandes reservas de madera y entregan copra, el principal artículo comercial en los Mares del Sur. El clima es relativamente saludable para los europeos y las islas Marianas son una base posible para el transporte marítimo entre el sudeste asiático y América del Sur y entre la Tierra del Emperador Guillermo y Kiau Chau.

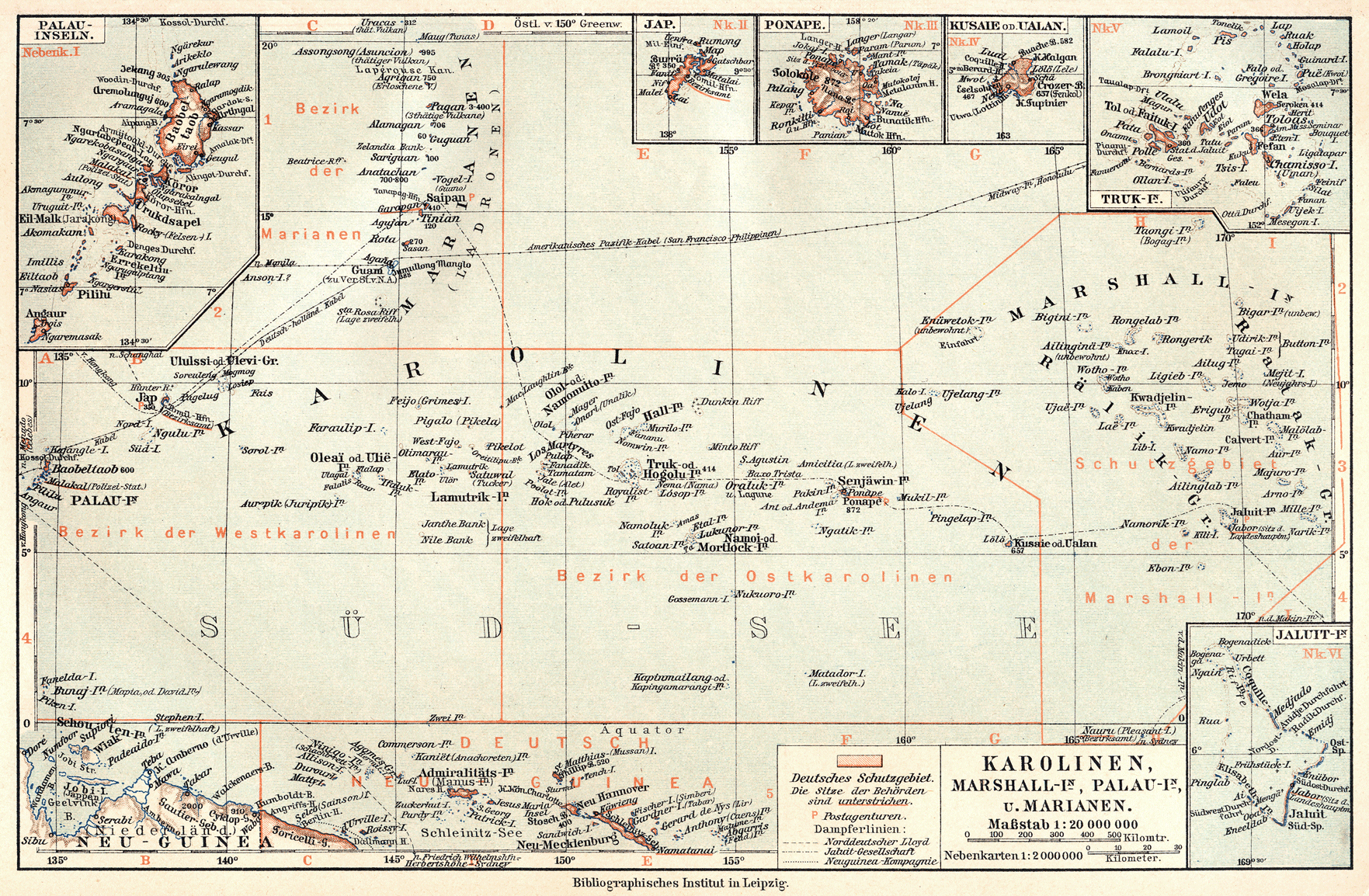
Micronesia alemana con límites de distrito, mapa de 1905

En una ley suprema del 18 de julio de 1899, el Kaiser Guillermo II selló el "reglamento protector" alemán sobre las antiguas islas españolas del Mar del Sur y oficializó su entrega. Se mantuvo la división administrativa en islas Carolinas del Este y Oeste y las islas Marianas. Se nombró un vicegobernador para las Islas Carolinas del Este y un oficial de distrito para las islas Carolinas del Oeste y las islas Marianas. La soberanía recaía en el gobernador de la Nueva Guinea Alemana. Desde finales de septiembre hasta noviembre de 1899, la cañonera alemana Jaguar y el vapor fletado Kudat emprendieron un viaje a través de las nuevas posesiones alemanas. Se iniciaron las ciudades principales de las islas respectivas y se completó solemnemente el traspaso (el 13 de octubre de 1899 en Ponape para las islas Carolinas del Este, el 3 de noviembre de 1899 en Jap para las Islas Carolinas del Oeste, el 17 de noviembre de 1899 en Saipán para las islas Marianas).
La isla de Mapia, situada en el extremo suroeste de las nuevas adquisiciones, ya había sido reclamada por los Países Bajos y España al mismo tiempo antes de la compra. Por lo tanto, Alemania la devolvió a los holandeses.
En resumen, para Alemania, un país en pleno apogeo y que además poseía la segunda armada más potente y numerosa del mundo, únicamente por detrás de la Marina Real británica, suponía una buena oportunidad para hacerse con una serie de colonias que, si con algo contaban, era con una privilegiada posición estratégica en el corazón del océano Pacífico.

### España

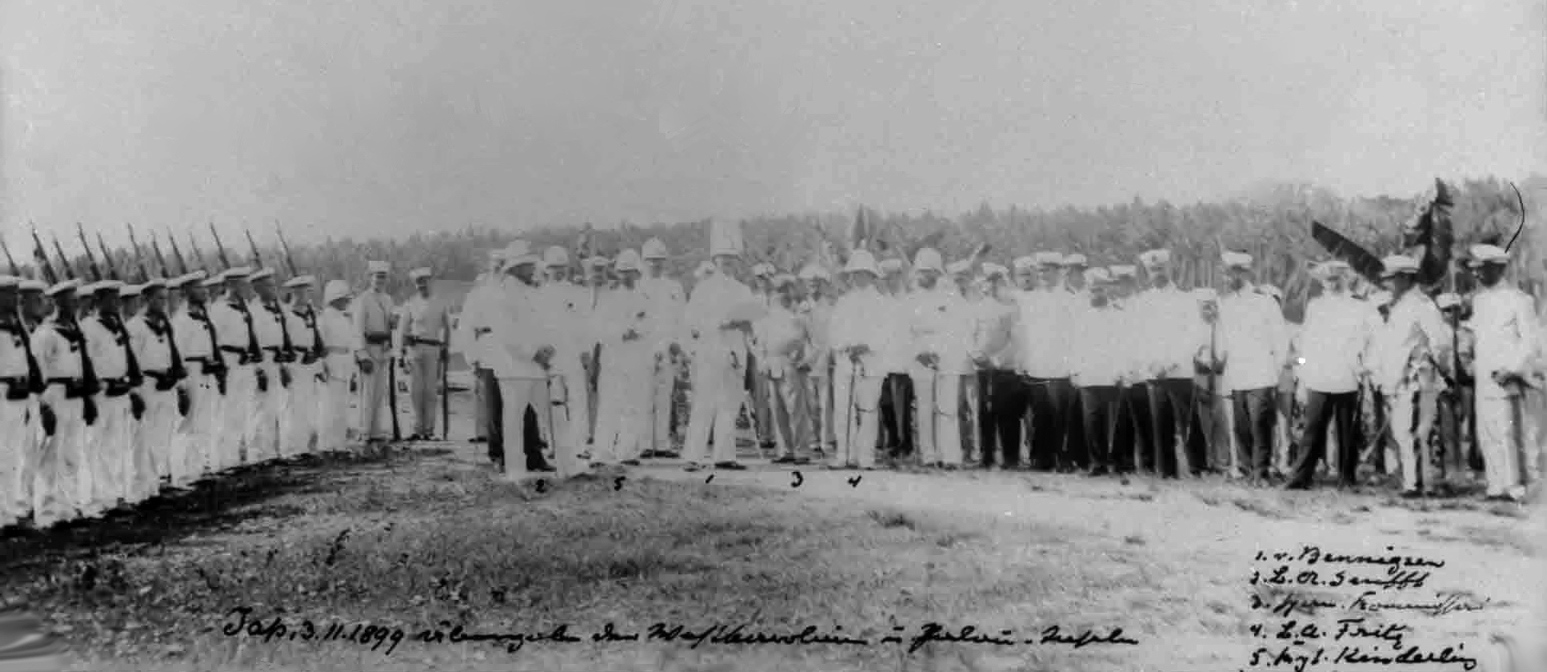
Transferencia de posesión de las Carolinas y las Palaos el 3 de noviembre de 1899 en la isla de Yap.

El tratado implicó para España la pérdida de sus últimos territorios en Oceanía -ya había perdido los pocos que conservaba en América tras la guerra hispano-estadounidense de 1898-, de manera que España giraría su punto de atención hacia sus posesiones en África (especialmente el norte de Marruecos, Sahara español y la Guinea Española), vaticinado el estado de crisis que imperaría durante todo el reinado de Alfonso XIII.
A diferencia de otros tratados históricos más conocidos, tales como la Paz de Westfalia, el Tratado de Utrecht o el Tratado de Londres, el Tratado germano-español de 1899 se ha mantenido en el olvido, al quedar relegado bajo la sombra del Tratado de París. Sin embargo, tendría una gran importancia futura, ya que evitó una más que probable entrada de España en ambas guerras mundiales, dadas las aspiraciones japonesas sobre los referidos archipiélagos, con las consecuencias que dicho hecho podría haber desencadenado. Evidentemente, la firma del tratado no fue motivada por unas contiendas a esas alturas impredecibles, sino por el deseo del gobierno español de deshacerse de unas colonias alejadas y que la pérdida de las Islas Filipinas había hecho prácticamente ingobernables, cualidad también inducida por los siguientes motivos:
- Pérdida de gran cantidad de naves durante la guerra hispano-estadounidense, que en especial afectó a la escuadra española del Pacífico.
- Falta de una capital o centro administrativo cercano (lugar que anteriormente había ocupado Manila), dejando las islas sin un gobierno centralizado.
- Gran cantidad de islas dispersas, poco productivas y con poca población, siendo abundantes las islas absolutamente vírgenes.
- En caso de un conflicto con una potencia con intereses particulares sobre estos archipiélagos (EE. UU., Japón, Alemania...), su pérdida hubiese sido prácticamente segura.

El Imperio Alemán ostentaría su soberanía hasta su pérdida en favor del Japón en el marco de la Primera Guerra Mundial, escenario en el que España se mantuvo neutral, perdiéndose así toda esperanza española de recuperar algún territorio en aquel continente.

## El caso de la supuesta «Austronesia (Micronesia/Melanesia) Española»
Las islas Kapingamarangi, Nukuoro, Mapia, Rongrik y Ulithi todavía seguirían siendo de posesión española porque no se transfirieron a los Estados Unidos tras la guerra de 1898 ni a Alemania en 1899.
Esta hipótesis nació el 5 de marzo de 1948 cuando el abogado e investigador español del CSIC Emilio Pastor y Santos escribe una carta denunciando la posibilidad de que se establezcan por España tres estaciones navales en las islas Carolinas, Marianas y Palaos, según el art. 31 del tratado hispano-alemán de 1899. Convencido de su descubrimiento, pide la concesión de instalaciones en Saipán, Yap y Koror. Meses más tarde, en octubre, abre un segundo frente, y «denuncia» que quedan cuatro islas en la zona en las que la soberanía corresponde a España, porque se olvidaron de incluirlas en el tratado germano-español de 1899. En 1950 publicó el libro Territorios de soberanía española en Oceanía con sus investigaciones. El 12 de enero de 1949 se llegó a tratar la cuestión de la soberanía de estas islas en un Consejo de Ministros presidido por Franco pero, como se aseguró en él:

...que mientras no se aclare el asunto, procede esperar antes de efectuar gestión alguna con los Estados Unidos o con las potencias amigas que forman parte de la ONU, ya que España no tiene contactos con la ONU y sería esta la que habría de resolver sobre la suerte definitiva de esas islas de Micronesia que pertenecieron al Japón.

Sin embargo, un dictamen de 4 de enero de 1949 de la asesoría jurídica del Ministerio de Asuntos Exteriores «estimó que cualquier hipotético derecho de España sobre dichas islas habría quedado destruido por los regímenes de fideicomiso posteriores, que eran los ocurridos tras la I Guerra Mundial con el traspaso de dichos territorios a Japón y tras la II Guerra Mundial con su atribución a Estados Unidos».
En 2014, el Gobierno zanjó toda especulación sobre el mantenimiento de posesiones españolas en el Pacífico por medio de una respuesta parlamentaria a un diputado. Según su criterio, España cedió en 1899 todas las plazas que le quedaban por entonces en ese océano. Añade que «tradicionalmente dichas islas habían estado vinculadas a las Carolinas y había que entender que si se cedieron aquellas, también se cedieron estas» y «la actitud española entre 1899 y 1948 muestra que la intención de España al firmar el tratado con Alemania era traspasarle todas sus posesiones en el Pacífico» además «resultaría poco coherente que España hubiera querido ceder las Carolinas, las Palaos y las Marianas, pero se hubiera reservado la soberanía sobre unos cuantos islotes de escaso valor económico sobre los cuales nunca había ejercido su soberanía de facto», por lo que zanja toda especulación sobre el mantenimiento de posesiones españolas en el Pacífico, concluyendo que España no conserva la soberanía de isla alguna en el Pacífico.
Actualmente Mapia está bajo soberanía de Indonesia; Kapingamarangi, Ulithi y Nukuoro bajo soberanía de los Estados Federados de Micronesia y Rongerik se encuentra bajo control de las Islas Marshall.